# Friedrich Ludwig von Berlepsch

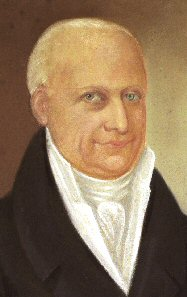
Friedrich Ludwig Freiherr von Berlepsch

Freiherr Friedrich Ludwig von Berlepsch (* 4. Oktober 1749 in Stade; † 22. Dezember 1818 in Erfurt) war ein hoher Beamter im Kurfürstentum Hannover und Publizist. Sein Einsatz für die Interessen der Bevölkerung und gegen staatliche Willkür sorgte für einen Jahrzehnte dauernden Streit zwischen ihm und der hannoverschen Regierung.

## Leben

### Karriere
Berlepsch war Angehöriger des Adelsgeschlechts derer von Berlepsch. Sein Vater war der hannoversche Regierungsrat Johann Wilhelm Ludwig von Berlepsch (1717–1757), die Mutter war Amalie Ernestine, geborene von Hardenberg († 1782), Tochter des Scholasters und Vizedoms Philipp Adam von Hardenberg. Er wuchs in guten Verhältnissen auf und wurde von einem Privatlehrer erzogen. Nach einem Studium der Rechtswissenschaften in Göttingen von 1766 bis 1769 war er zunächst Auditor an der stiefväterlichen Justizkanzlei. 1771 wurde er zum außerordentlichen Regierungsrat des Herzogtums Lauenburg ernannt. 1774 erfolgte die Ernennung zum Wirklichen und 1783 zum Ersten Regierungsrat. Im selben Jahr wurde er außerdem Hofrichter der Fürstentümer Calenberg, Grubenhagen und Göttingen und stieg damit zu einer der wichtigsten Personen im Kurfürstentum Hannover auf.

### Die Entlassung
Als 1792 der Erste Koalitionskrieg begann und dem Königreich Hannover, das damals in Personalunion mit Großbritannien regiert wurde, ein Angriff durch die Franzosen drohte, legte Berlepsch in der Calenberger Landschaft 1794 folgenden Antrag vor:
„Die vom König von England als Kurfürst von Hannover in Bezug auf den Revolutionskrieg ergriffenen Maßregeln als verfassungswidrig zu mißbilligen und die Erklärung abzugeben, daß die Einwohner der Provinzen Calenberg und Grubenhagen am Reichskriege keinen Antheil nehmen sollten; mit Hinzufügung gar des Verlangens, daß der Kurfürst für die Calenberg’sche Nation (!) eine Neutralitätserklärung ab Frankreich sende, widrigenfalls man sich genötigt sehen würde, selbst mit Frankreich zum eignen Schutz über einen Neutralitätsvertrag zu unterhandeln“.

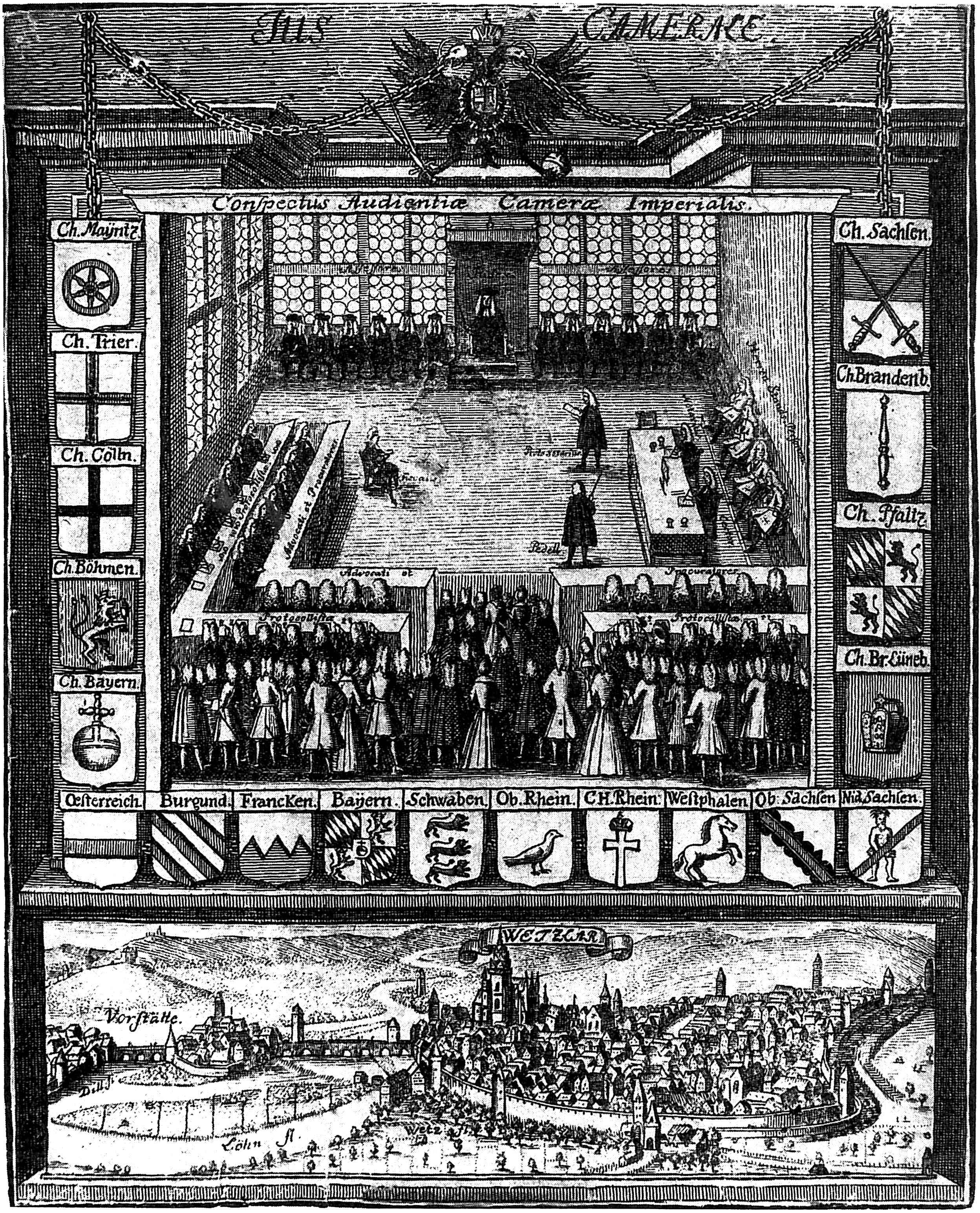
Das Reichskammergericht war von 1689 bis 1806 in Wetzlar ansässig. Kupferstich um 1750.

Der Antrag wurde erwartungsgemäß abgewiesen und fand bei der Regierung wenig Beachtung. Daraufhin ließ Berlepsch ihn in mehreren Zeitschriften veröffentlichen, um den Druck auf die Regierung zu erhöhen. Als Konsequenz wurde er 1795 ohne Angabe von Gründen seiner Ämter enthoben. Er zog vor das Reichskammergericht in Wetzlar, um seine Wiedereinsetzung einzuklagen. Sein Verteidiger in diesem Prozess, der sich noch Jahre hinziehen sollte, war der damals hoch angesehene Staatsrechtler Karl Friedrich Häberlin. Am 30. Januar 1798 verkündete das Gericht, dass Berlepschs Entlassung unrechtmäßig und er wieder in seine Ämter einzusetzen sei. Als die hannoversche Regierung sich weigerte, das Urteil anzuerkennen, wurden im April 1799 König Friedrich Wilhelm III., von Preußen und Herzog Karl Wilhelm Ferdinand von Braunschweig damit beauftragt, für Berlepschs Wiedereinsetzung zu sorgen. Während der Herzog dies aus politischen Gründen von vornherein ablehnte, blieb der Versuch Friedrich Wilhelms erfolglos. Stattdessen wurde Berlepsch wegen einer Unterredung mit einem französischen General als „Landesverräter“ aus dem Fürstentum verbannt.

### Französische Besatzung
Der Prozess wurde von gebildeten Leuten in Deutschland aufmerksam verfolgt. Berlepsch hatte viele Sympathisanten und erhielt von zahlreichen Zeitungen und Zeitschriften Unterstützung. Der Konflikt bekam 1803 eine abrupte Unterbrechung, als das Kurfürstentum Hannover durch französische Truppen besetzt wurde. 1808 wurde Berlepsch Präfekt im Département Werra des neu gegründeten Königreichs Westphalen. 1808 wurde er auch in die Reichsstände des Königreichs Westphalen gewählt, bevor er 1809 Mitglied des Staatsrates wurde und daher aus dem Parlament ausschied. Er setzte sich für eine Senkung der Steuern ein und forderte mehr Recht und Gerechtigkeit sowie weniger staatliche Willkür. Es gelang ihm sowohl die Schließung der Universität Marburg, als auch die Erhebung einer Sondersteuer nach dem Brand des Kasseler Stadtschlosses im November 1811 zu verhindern. Dennoch wurde er 1813 nach einer öffentlichen Beschwerde über Steuererhöhungen und dem daraus resultierendem Streit mit Finanzminister Karl August Malchus wieder aus dem Staatsdienst entlassen.

### Tod und Nachwirkung
Nach der Wiederherstellung der alten Verhältnisse und der Rekonstitution des Königreichs Hannover im Jahre 1814 strebte Berlepsch eine Neuauflage des Prozesses an. Jedoch blieben seine Bemühungen erfolglos, da Hannover von seiner Position nicht abrückte und auch das Landesverbot aufrechterhielt. 1816 siedelte er nach Erfurt, wo er die Ehrendoktorwürde empfing (1784 war er bereits Ehrendoktor der juristischen Fakultät in Göttingen geworden) und in die Königlich Preußische Academie nützlicher Wissenschaften zu Erfurt aufgenommen wurde. Er verstarb am 22. Dezember 1818 im Alter von 69 Jahren.
Jahre später konnten seine Nachkommen schließlich doch noch einen Teilerfolg erzielen. Mit dem neuen britischen König Wilhelm IV. wurde ein Kompromiss geschlossen, der Berlepschs Söhnen eine Summe von 12.000 Talern zusicherte.

## Ehe und Nachkommen
Im Jahr 1771 heiratete er Dorothea Friderika Emilie von Oppel (* 26. November 1755 in Gotha; † 27. Juli 1830 in Lauenburg), Tochter des bereits 1760 verstorbenen einstigen Kanzlers zu Sachsen-Altenburg und Sachsen-Gotha und württembergischen Geheimen Rats und Gouverneurs der Grafschaft Mömpelgard, Carl Georg August von Oppel, und dessen Ehefrau Amalie geb. Gräfin Dönhoff. Der Ehe entstammten zwei Töchter und ein Sohn:
- Charlotte Luise (* 26. April 1771) ⚭ 1798 August Ernst von Lichtenberg-Niederfüllbach
- Friedrich (Fritz) Carl Emil (* 1. März 1773; † 11. Januar 1802), Drost von Herzberg
- Caroline (1777–1780)

Emilie von Berlepsch, die bereits in den 1780er Jahren als Schriftstellerin in Erscheinung trat, lebte von 1793 bis 1795 in der Schweiz, und 1795 reichte sie die Scheidung von ihrem Ehemann ein, mit dem sie in den Jahren der Ehe nur eine kurze Zeit zusammengelebt hatte. Friedrich Ludwig von Berlepsch heiratete daraufhin im selben Jahr ihr Kammermädchen Anna Dorothea Helene Siever (1767–1811), mit der er noch einen Sohn hatte.
- Karl Ludwig (* 5. Januar 1791; † 26. Januar 1848), Herr auf Berlepsch und Fahrenbach, Landrat von Langensalza ⚭ 1813 Henriette von und zu Gilsa (* 26. Januar 1796; † 26. Dezember 1862), Eltern von Karl Friedrich von Berlepsch

Aus einer Beziehung mit seiner Köchin Wagner hatte er einen Sohn, den Schweizer Reiseschriftsteller Hermann Alexander von Berlepsch.

## Werke (Auswahl)
- Pragmatische Geschichte des landschaftlichen Finanz- und Steuerwesens der Fürstentümer Calenberg und Göttingen und Sammlung einiger wichtigen Aktenstücke zur Geschichte des landschaftlichen Finanz- und Steuerwesens der Fürstentümer Calenberg und Göttingen, 1799 (Digitalisat)
- Die wichtigsten Actenstücke in meiner Dienst-Entsetzungs- und Proscriptionssache, 1801
- Sammlung wichtiger Actenstücke und Urkunden zur Kenntniß der Finanzzustände des Königreichs Westfalen, 1814
- Beiträge zu den hessen-kassel’schen landständischen Verhandlungen, 1815–1816
- Berufung auf die öffentliche Meinung in zwei Beschwerden, welche von der Bundes-Versammlung zurückgewiesen sind, 1817